# Melito di Porto Salvo

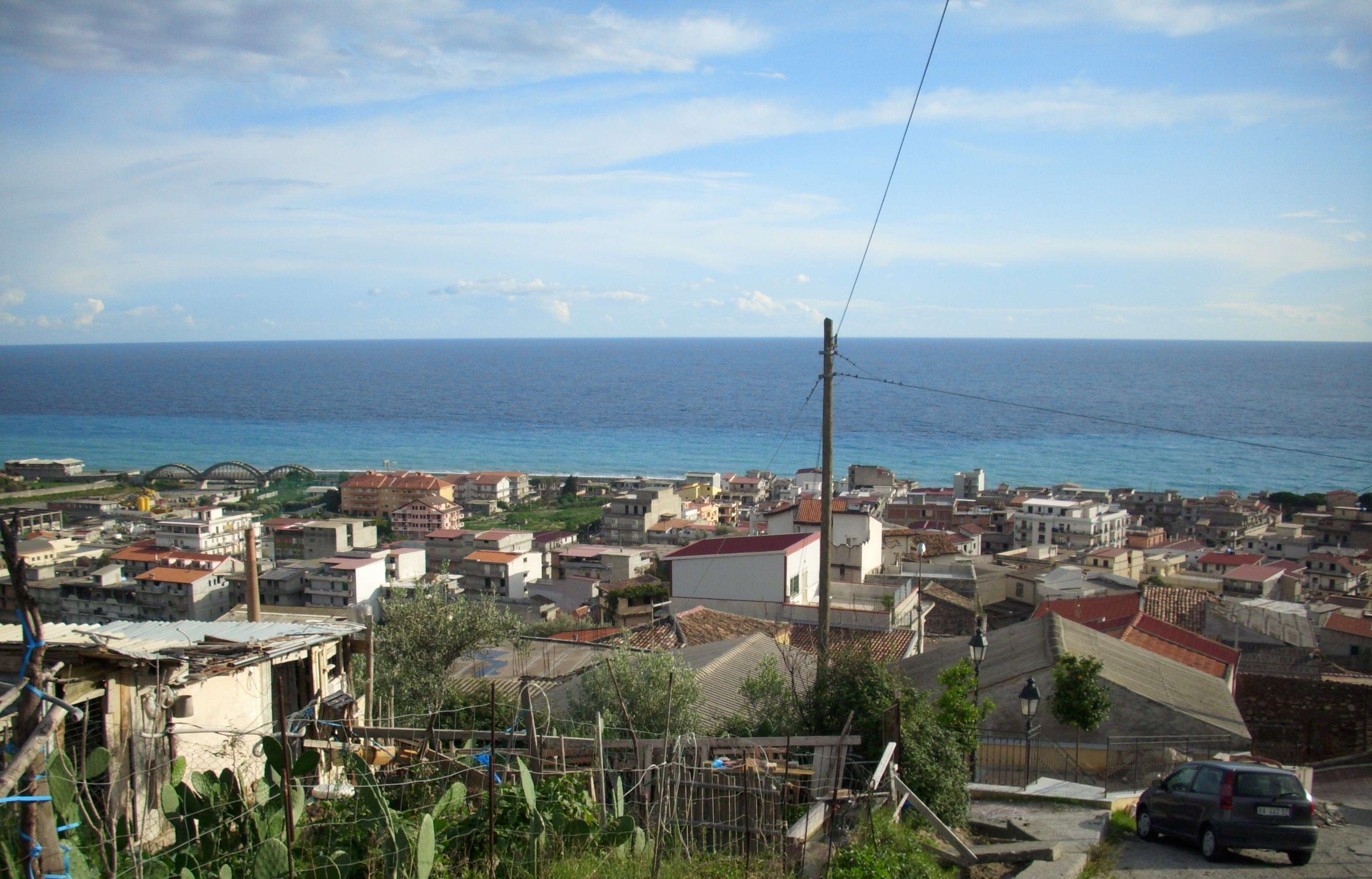
Panorama

Melito di Porto Salvo ist eine italienische Stadt in der Metropolitanstadt Reggio Calabria in Kalabrien mit 10.453 Einwohnern (Stand 31. Dezember 2023).

## Lage und Daten
Melito di Porto Salvo liegt 32 km südöstlich von Reggio Calabria an der Südspitze Kalabriens. Die Nachbargemeinden sind Montebello Ionico, Roghudi und San Lorenzo. Der Ort besteht aus den Ortsteilen Prunella, Lacco, Annà, Musa, Pentedattilo, Pilati, Pallica, Lembo, San Leonardo, Musupuniti.
Der Ort ist ein Zentrum für Tourismus mit eigenem Tourismusbüro.

## Sehenswürdigkeiten
Im Ortsteil Pentedattilo stehen Ruinen einer Burg aus dem Mittelalter. Diese Burg wurde im 16. Jahrhundert umgebaut. Es gibt noch weitere Gebäude aus dem Mittelalter zu sehen, so eine Kirche aus dem Jahre 1564 und die Ruinen eines Dominikanerklosters. Der Ort wurde wegen Erdbebengefahr verlassen.

## Mediale Aufmerksamkeit
Im Februar 2017 wurde bekannt, dass ein Mädchen aus dem Dorf jahrelang von der örtlichen Mafiabande vergewaltigt wurde. Offenbar wussten viele Ortsbewohner von den Gewalttaten, die mehrmals wöchentlich vorkamen, schauten aber aus Angst vor der Mafia weg. Internationale Medien berichteten über den Fall.

## Persönlichkeiten
- Domenico Lucano (* 1958), italienischer Politiker und Menschenrechtsaktivist
- Fabio Caserta (* 1978), italienischer Fußballspieler
- Marta Fascina (* 1990), italienische Politikerin (Forza Italia)